# 10313 Vanessa-Mae
10313 Vanessa-Mae eller 1990 QW17 är en asteroid i huvudbältet som upptäcktes den 26 augusti 1990 av den sovjetisk-ryska astronomen Ljudmila Zjuravljova vid Krims astrofysiska observatorium på Krim. Den är uppkallad efter violinisten Vanessa-Mae.
Asteroiden har en diameter på ungefär 3 kilometer.